# NGC 560
NGC 560 (również PGC 5430 lub UGC 1036) – galaktyka soczewkowata (S0), znajdująca się w gwiazdozbiorze Wieloryba. Odkrył ją William Herschel 1 października 1785 roku.